# Loi Wengwo
Loi Wengwo är ett berg i Myanmar.   Det ligger i regionen Shanstaten, i den centrala delen av landet, 300 km nordost om huvudstaden Naypyidaw. Toppen på Loi Wengwo är 1 915 meter över havet, eller 565 meter över den omgivande terrängen. Bredden vid basen är 15,3 kilometer.
Terrängen runt Loi Wengwo är huvudsakligen kuperad, men norrut är den bergig. Runt Loi Wengwo är det glesbefolkat, med 13 invånare per kvadratkilometer. I omgivningarna runt Loi Wengwo växer i huvudsak städsegrön lövskog.